# 스트로크 플레이
스트로크 플레이(Stroke play), 또는 메달 플레이(medal play)는 한 선수 또는 한 팀이 라운드에서 쳤던 총 타수 수의 다소로 승패를 겨루는 경기이다.